# آناستازیا گربنکینا
آناستازیا گربنکینا (روسی: Анастасия Юрьевна Гребёнкина؛ زادهٔ ۱۸ ژانویهٔ ۱۹۷۹ در مسکو}) رقصنده روی یخ اهل  روسیه-ارمنستان است.